# 渋谷DEどーも
渋谷DEどーも（しぶやでどーも）は、2005年から2017年まで毎年大型連休後半の5月上旬に東京・渋谷のNHK放送センターにて開催されていた参加型イベント。

## 概説
2004年まで毎年大型連休に開催されてきた『NHK春のふれあい広場』を受け継ぐ形として、『NHKを楽しんでいただく』をテーマに2005年より開始、毎年5月3日 - 5月5日（年度によっては5月2日 - 5月6日まで）を含む連休中の3 - 4日間開催されており、連日家族連れなどで賑っていた。
基本的に入場は自由（無料。ただし、イベントによっては先着順及び整理券が必要）。
イベントでは、地上デジタル放送の体験コーナーや、NHK番組の特設ブースなどのほか、屋外ではゲームや子供向け遊びコーナーなどを設けている。ほか、各日、会場内にて公開番組の生放送・収録も行われているほか、NHK生放送番組内でイベントの模様が生中継される。なお、屋外イベントは雨天の場合、中止または屋内ステージの会場変更となる。
また、会期中NHKスタジオパークは入場無料（2011年は休館のため除く）。
なお、FIFAワールドカップ開催年には、サッカーに関連した公開番組の収録、トークイベントも行われていた。
2018年以降は開催されていない（秋に行われるNHK文化祭も同様）。その理由は公表されていない。

## 開催概要
- 主催：NHK、NHKサービスセンター
- 後援：渋谷区
- 協力：デジタル放送推進協会、電子情報技術産業協会、日本オーディオ協会、日本玩具協会（ - 2008年）

## 開催期間
- 2005年 - 5月3日〜5月5日
- 2006年 - 5月3日〜5月5日
- 2007年 - 5月3日〜5月6日
- 2008年 - 5月3日〜5月6日
- 2009年 - 5月2日〜5月5日
- 2010年 - 5月1日〜5月4日
- 2011年『渋谷DEどーも2011〜Smile! for キッズ,for ニッポン〜』 - 5月3日〜5月5日
- 2012年『渋谷DEどーも2012〜NHKげんきランド〜』 - 5月3日〜5月6日
- 2013年『渋谷DEどーも2013』 - 5月3日〜5月5日
- 2014年『渋谷DEどーも2014』 - 5月3日〜5月5日
- 2015年『渋谷DEどーも2015』 - 5月3日〜5月5日
- 2016年『渋谷DEどーも2016』 - 5月3日〜5月5日
- 2017年『渋谷DEどーも2017』 - 5月3日〜5月5日

## 開場時間・入場料
開場時間
10:00 〜 17:00（最終入場は16:30）
入場料金
無料
- なお、2011年のみ開場時間が10:00〜16:00（最終入場15:30）となった。これは東日本大震災の影響による電力事情によるもので、例年より1時間短縮して行われた（2012年以降より通常に復帰している）。

## 会場・主なイベント

### 屋内会場
- NHK放送センター - 正面玄関ロビー、正面玄関前広場
  - ダーウィンが来た!クイズショー
- NHKスタジオパーク
  - どーもくんステージ - 公開収録・生放送・ライブイベント
  - デジタルチャレンジランド
  - デジタルわくわくランド
  - 渋ど放送研究所
  - なりきりスタジオ
  - 5.1chサラウンドシアター
  - NHKオンデマンド
  - どーもくん食堂 - きょうの料理で紹介されたメニューが味わえる。
  - チャンネルギャラリー
  - キッズタウン
- みんなの広場ふれあいホール
  - ハイビジョン3Dシアター
  - 体感・デジタルサラウンドのすべて
- NHKホール
  - おかあさんといっしょファミリーコンサート

### 屋外会場
- ウェルカムロード
  - ななみちゃんのふわふわジャンボ
  - フォトサービス
  - SAVE THE FUTUREコーナー
- おもちゃ広場
- ミニSL
- プレイランド
- キッズステージ - 公開生放送および収録、またはNHK子供番組・アニメのキャラクターショーなどが行われる。
- 飲食・物販コーナー

など

## キッズステージ（生放送）
| 公演   | タイトル                                        | 出演者（一部を除く） |
| ------ | ----------------------------------------------- | --- |
| 2005年 | BSキャラクター祭り 渋谷DEどーも&ななみちゃん    | 浜谷真理子 どーもくん、ななみちゃん、うさじい、たーちゃん テツandトモ                                                      |
| 2006年 | BSキャラクター祭り どーも&ななみの大パーティー! | 浜谷真理子、テツandトモ どーもくん、ななみちゃん、うさじい、たーちゃん 杉田あきひろ、ストレッチマン                        |
| 2007年 | 渋谷DEどーも ななみの"ヒーロー"大集合!          | 浜谷真理子、テツandトモ どーもくん、ななみちゃん、うさじい、たーちゃん ストレッチマン                                      |
| 2008年 | ななみのともだちいっぱい!祭り                   | 浜谷真理子、テツandトモ どーもくん、ななみちゃん、うさじい、たーちゃん 杉田あきひろ                                        |
| 2009年 | ななみ&どーも ともだちいっぱい!祭り             | 浜谷真理子、テツandトモ どーもくん、ななみちゃん、うさじい、たーちゃん ひなたおさむ、かまだみき、恵畑ゆう                  |
| 2010年 | ななみ&どーも ともだちいっぱい!祭り             | 浜谷真理子、テツandトモ どーもくん、ななみちゃん、うさじい、たーちゃん 佐藤弘道、つのだりょうこ                            |
| 2011年 | どーもくんのともだちいっぱい!祭り               | 花原あんり、テツandトモ どーもくん、ななみちゃん、うさじい、たーちゃん 佐藤弘道、浜谷真理子 スプー、アネム、ズズ、ジャコビ |

## キャラクターショー

### NHKキャラクター
| 公演   | タイトル                                                     | 出演者 |
| ------ | ------------------------------------------------------------ | --- |
| 2005年 | ワンワンとあそぼうショー                                     | ワンワン |
| 2005年 | どーもくんショー                                             | どーもくん、うさじい、たーちゃん                                                                                 |
| 2006年 | ワンワンとあそぼうショー                                     | ワンワン |
| 2007年 | ワンワンとあそぼうショー                                     | ワンワン、ふうか                                                                                                 |
| 2007年 | つくってあそぼショー                                         | ワクワクさん、ゴロリ                                                                                             |
| 2008年 | ワンワンとあそぼうショー                                     | ワンワン |
| 2008年 | つくってあそぼショー                                         | ワクワクさん、ゴロリ                                                                                             |
| 2008年 | モリゾー・キッコロ 森へいこうよ! ステージショー （公開収録） | モリゾー、キッコロ                                                                                               |
| 2009年 | ワンワンとあそぼうショー                                     | ワンワン |
| 2009年 | つくってあそぼショー                                         | ワクワクさん、ゴロリ                                                                                             |
| 2009年 | 地デジDEどーも                                               | どーもくん、うさじい、たーちゃん                                                                                 |
| 2010年 | ワンワンとあそぼうショー                                     | ワンワン |
| 2010年 | つくってあそぼショー                                         | ワクワクさん、ゴロリ                                                                                             |
| 2010年 | 地デジDEどーも                                               | どーもくん、うさじい、たーちゃん                                                                                 |
| 2010年 | どーものエコエコ☆キッズショー                                | どーもくん、うさじい、たーちゃん                                                                                 |
| 2011年 | ワンワンとあそぼうショー                                     | ワンワン |
| 2011年 | 地デジDEどーも                                               | どーもくん、うさじい、たーちゃん                                                                                 |
| 2012年 | ワンワンとあそぼうショー                                     | ワンワン |
| 2012年 | どーもくんとあそぼうショー                                   | どーもくん、うさじい、たーちゃん                                                                                 |
| 2013年 | ワンワンとあそぼうショー                                     | ワンワン |
| 2013年 | TV60 どーもくんショー                                        | どーもくん、うさじい、たーちゃん                                                                                 |
| 2013年 | ストレッチマンⅤ with みにまむす                              | ストレッチマンレッド、ストレッチマンピンク ストレッチマンオレンジ、ストレッチマンパープル ストレッチマングリーン |
| 2014年 | ワンワンとあそぼうショー                                     | ワンワン |
| 2014年 | ザ・どーもくんバンドショー                                   | どーもくん、うさじい、たーちゃん                                                                                 |
| 2014年 | ストレッチマンⅤショー                                        | ストレッチマンレッド、ストレッチマンピンク ストレッチマンオレンジ、ストレッチマンパープル ストレッチマングリーン |
| 2014年 | おとうさんといっしょ ふれあいステージ （公開収録）           | シュッシュ、ポッポ、パンタン駅長 なおちゃん、せいやくん 佐藤弘道、神崎ゆう子、どーもくん                         |
| 2015年 | ワンワンとあそぼうショー                                     | ワンワン |
| 2015年 | ストレッチマンⅤショー                                        | ストレッチマンレッド、ストレッチマンピンク ストレッチマンオレンジ、ストレッチマンパープル ストレッチマングリーン |
| 2016年 | ワンワンとあそぼうショー                                     | ワンワン |
| 2016年 | ストレッチマンⅤショー                                        | ストレッチマンレッド、ストレッチマンピンク ストレッチマンオレンジ、ストレッチマンパープル ストレッチマングリーン |
| 2016年 | ノージーのひらめき工房 スペシャルステージ （公開収録）       | ノージー、タノチーミー、シナプー、シナプー                                                                       |
| 2017年 | ワンワンとあそぼうショー                                     | ワンワン |
| 2017年 | のっび～る！パワー全開！！ ストレッチマンⅤショー             | ストレッチマンレッド、ストレッチマンピンク ストレッチマンオレンジ、ストレッチマンパープル ストレッチマングリーン |

### NHKアニメ
| 公演   | タイトル                              | 出演者                                               |
| ------ | ------------------------------------- | ---------------------------------------------------- |
| 2007年 | ぜんまいざむらい きぐるみショー       | ぜんまいざむらい                                     |
| 2008年 | ざわざわ森のがんこちゃんショー        | がんこちゃん                                         |
| 2009年 | 忍たま乱太郎ショー                    | 乱太郎、きり丸、しんべヱ                             |
| 2009年 | ざわざわ森のがんこちゃんショー        | がんこちゃん                                         |
| 2009年 | ぜんまいざむらい きぐるみショー       | ぜんまいざむらい                                     |
| 2010年 | 忍たま乱太郎ショー                    | 乱太郎、きり丸、しんべヱ                             |
| 2010年 | ぜんまいざむらい きぐるみショー       | ぜんまいざむらい                                     |
| 2011年 | ざわざわ森のがんこちゃんショー        | がんこちゃん                                         |
| 2011年 | 忍たま乱太郎 キャラクターショー       | 乱太郎、きり丸、しんべヱ                             |
| 2012年 | ざわざわ森のがんこちゃんショー        | がんこちゃん                                         |
| 2012年 | きかんしゃトーマス キャラクターショー | トーマス、パーシー、ヒロ                             |
| 2012年 | はなかっぱ キャラクターショー         | はなかっぱ                                           |
| 2012年 | 忍たま乱太郎 キャラクターショー       | 乱太郎、きり丸、しんべヱ                             |
| 2013年 | 忍たま乱太郎 キャラクターショー       | 乱太郎、きり丸、しんべヱ                             |
| 2013年 | はなかっぱ キャラクターショー         | はなかっぱ                                           |
| 2013年 | ざわざわ森のがんこちゃんショー        | がんこちゃん                                         |
| 2014年 | はなかっぱ キャラクターショー         | はなかっぱ                                           |
| 2014年 | ざわざわ森のがんこちゃんショー        | がんこちゃん                                         |
| 2015年 | はなかっぱ キャラクターショー         | はなかっぱ、がりぞー、ももかっぱちゃん、アゲルちゃん |
| 2015年 | ルルロロわくわくコンサート            | ルル、ロロ                                           |
| 2016年 | ざわざわ森のがんこちゃんショー        | がんこちゃん、ケロちゃん、バンバン                   |
| 2016年 | はなかっぱ キャラクターショー         | はなかっぱ、がりぞー、ももかっぱちゃん、アゲルちゃん |
| 2017年 | ざわざわ森のがんこちゃんショー        | がんこちゃん、ケロちゃん、バンバン                   |
| 2017年 | はなかっぱ キャラクターショー         | はなかっぱ、ももかっぱちゃん、がりぞー、すぎるくん   |

### その他
| 公演   | タイトル                                    | 出演者                                                                |
| ------ | ------------------------------------------- | --------------------------------------------------------------------- |
| 2015年 | 『ワラッチャオ!』がやってきた! （公開収録） | 寺崎裕香、ドックン、キャサリン、メタホン オナライダー、ハヤブチャオー |

## 関連番組
渋谷DEどーも開催期間中、屋外ステージやスタジオパーク、ふれあいホールにて公開生放送・収録が行われた。以下はこれまでおよび最近の例。

### 公開生放送
- ホリデーライブin渋谷DEどーも（ラジオ第1）
- BSキャラクター祭り〜どーもとななみの大パーティー〜（2006年5月3日、総合・BS hi）※翌日BS2で再放送
- BS旅の広場 街道てくてく旅&ヨーロッパ鉄道の旅（2006年5月5日、BS hi）
- クイズDEワールドカップ（2006年5月5日、BS hi、BS1）
- 夢のSL記念館（2007年5月3日、総合・BS hi）
- 渋谷DEどーも ななみの"ヒーロー"大集合!（2007年5月3日、BS2）
- ペット相談スペシャル（BS2）
- 地球エコ2008（2008年）
  - 夢の潜水艇（総合・BS hi）
- 土曜スタジオパーク（総合）
- ひるの散歩道（ラジオ第1、 - 2007）
- 歌の散歩道（ラジオ第1、2008 - ）
- 日曜バラエティー（ラジオ第1）
- 関口知宏旅を語る（2009年5月2日、BS hi）
- 世界のSL映像館〜NHKアーカイブスから〜（2009年5月2日、総合・BS1・BS2）
- いよいよ出発!街道てくてく旅 山陽道（2009年5月2日、BS2）
- ななみ&どーも ともだちいっぱい!祭り（2009年5月4日、BS2）
- おはなし大好き!朗読ひろば inふれあいホール（2009年5月5日、2010年5月4日 ラジオ第1）
- ETV50 もう一度見たい教育テレビ「体操のおにいさん大集合」（2009年5月5日、教育）- 砂川啓介、岡田祥造、向井忠義、天野勝弘、佐藤弘道といった歴代の「体操のお兄さん」が出演した。
- 街道てくてく旅熊野古道まもなく出発（2010年5月2日、BS2）
- クイズDEFIFAワールドカップ（2010年5月3日、BS hi・BS1）
- どーもくんのともだちいっぱい!祭り（2011年5月3日、BSプレミアム）
- 双方向まつり 公開生放送スペシャル ビットワールド・Rの法則・大!天才てれびくん（2013年、総合）
- 欽ちゃんの3世代ラジオ（2015年5月4日、ラジオ第1）

ほか

### 公開収録
NHK BSプレミアム
- みんなDEどーもくん!

NHK BS1
- @キャンパス
- 関口知宏のOnly1

ラジオ第1
- 渋谷アニメランド

NHKワールド・ラジオ日本
日本国外向けに、18か国語で日本を紹介する番組（「○○語でどーも」）を制作し、イベント内で公開収録を行っていた。
- スペイン語でどーも
- ポルトガル語でどーも
- スワヒリ語でどーも

終了した番組
- BS熱中夜話（ - 2009年、BS2）
- 熱中時間 忙中"趣味"あり（ - 2009年、BS2）
- POP UP JAPAN（ - 2009年、FM）
- BSななみDEどーも

### 生中継番組
毎年、開催初日に総合テレビで生中継番組『渋谷DEどーも（'XX）』が放送されていた。

## 交通アクセス
- 渋谷駅 - 徒歩12分
  - JR山手線・埼京線、東京メトロ銀座線・半蔵門線・副都心線、東急東横線・田園都市線、京王井の頭線

井の頭線中央口下、②番乗り場から「NHKスタジオパーク」行直通バスあり
- JR山手線原宿駅 - 徒歩12分
- 東京メトロ千代田線明治神宮前駅 - 徒歩12分
- 東京メトロ千代田線代々木公園駅 - 徒歩12分
- 小田急線代々木八幡駅 - 徒歩12分